# Ponty
A ponty (Cyprinus carpio) a sugarasúszójú csontos halak közé tartozó típusfaj, a pontyalakúak rendjének és a pontyfélék családjának névadója. Palearktikus elterjedésű halfaj. Eredeti őshazája Ázsia, valamint Európa keleti fele (Kelet-Európa és a Duna-medence), de tenyésztési céllal máshova is betelepítették, így ma már gyakorlatilag minden földrész édesvizeiben megtalálható. A mérsékelt égövi alföldi vidékek tavait és lassú vizű folyóit kedveli.

## Elnevezései
A ponty szó eredete ismeretlen. A vadponty népi elnevezései: aranyhasú, babajkó, dunaponty, feketeponty, karcsúponty, nádiponty, nyurgaponty, pathal, potyka (= „pontyka”), pozsár, sodrófaponty. Az állat tudományos neve a görög küprinosz (latinosan cyprinus) és latin carpio szavak összetétele (mindkettő jelentése „ponty”).

## Rendszertan
- Alfajok
  - Cyprinus carpio carpio (Linnaeus, 1758) európai tőponty
    - Szinonimák:
    - Cyprinus carpio communis (Linnaeus, 1758)
    - Cyprinus carpio var. caspicus (Walbaum, 1792)
    - Cyprinus carpio specularis (Lacepčde, 1803)
    - Cyprinus carpio var. lacustris (Fitzinger, 1832)
    - Cyprinus carpio elongatus (Walecki, 1863)
    - Cyprinus carpio var. monstrosus (Walecki, 1863)
    - Cyprinus carpio var. oblongus (Antipa, 1909)
    - Cyprinus carpio anatolicus (Hanko, 1924)
    - Cyprinus carpio morpha aralensis (Spiczakow, 1935)
    - Cyprinus carpio fluviatilis (Pravdin, 1945)
    - Cyprinus carpio morpha brevicirri (Misik, 1958)
    - Cyprinus carpio morpha hungaricus  (Linnaeus, 1758)
    - Cyprinus carpio morpha longicirri (Misik, 1958)

  - Cyprinus carpio haematopterus (Martens, 1876) kínai tőponty
  - Cyprinus carpio viridiviolaceus (Lacepede, 1803) Délkelet-ázsiai tőponty

Az alfajok a csigolyáik, hátúszóik és lágy úszósugaraik számában, pikkelyképletükben, szemük átmérőjében és a szájuk körül lévő bajuszok hosszában különböznek egymástól.
- cultivar = Fajta
  - Cyprinus carpio carpio morpha domestica (nemes ponty)
- Hybrid
  - Cyprinus carpio x Carassius carassius

Nincs hibridje, mert az utód minden esetben nőivarú kárász lesz. A ponty spermája csak az embrió fejlődését indítja meg. Ez az un. ginogenezis.

## Megjelenés

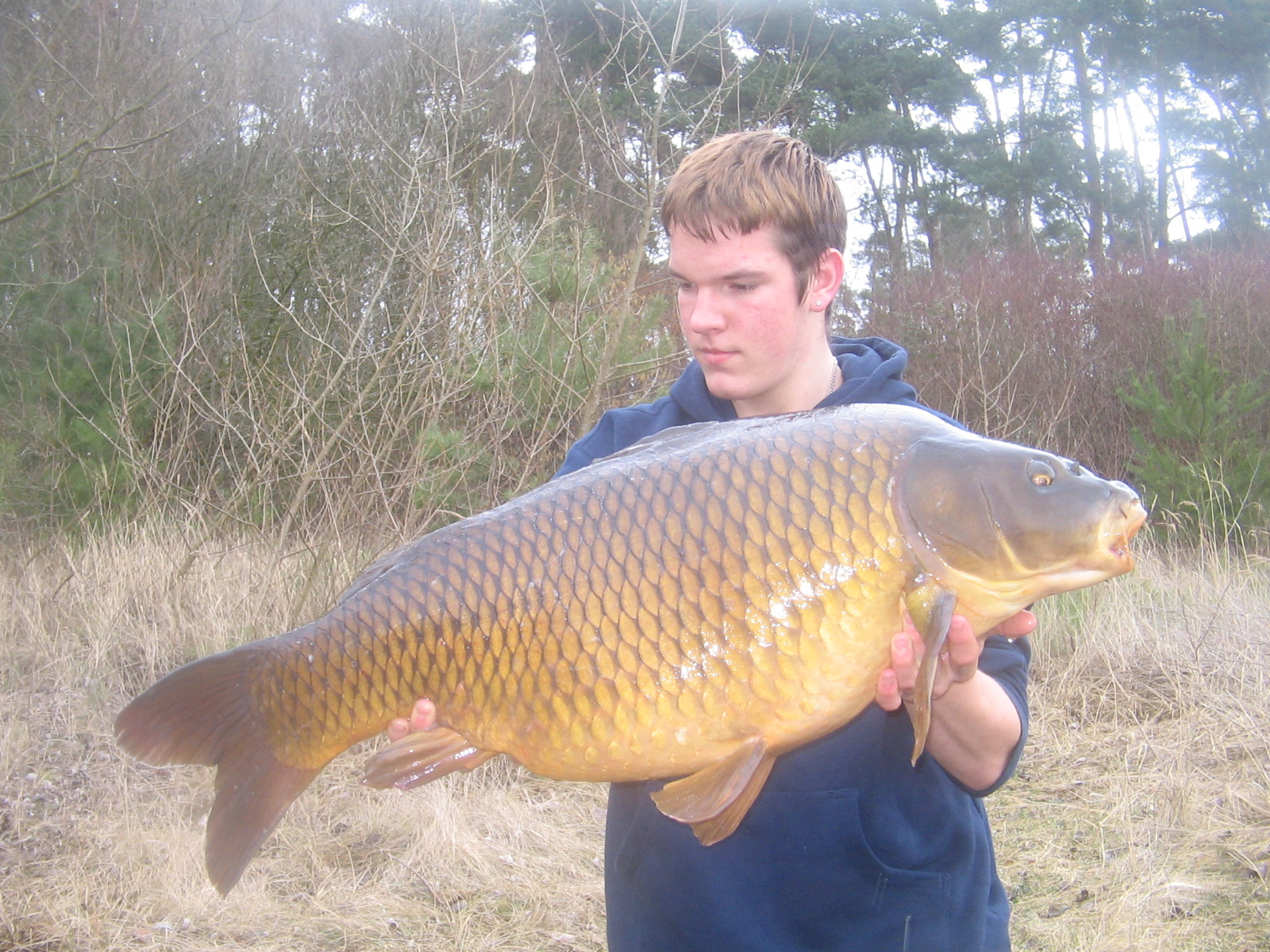
Kifejlett közönséges tőponty akadt horogra

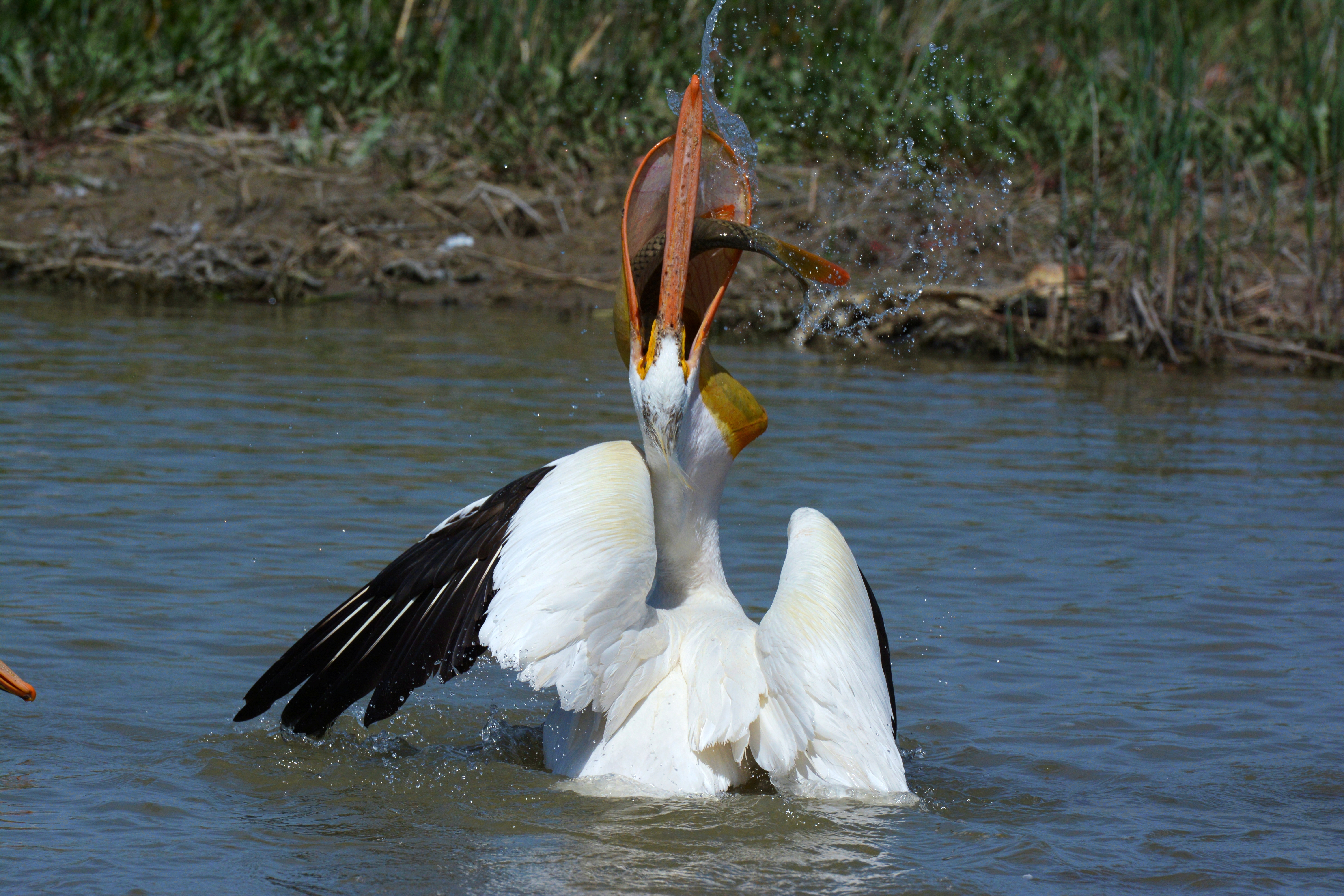
Orrszarvú pelikán óriási pontyfogása

Színezetéről általánosan elmondható, hogy háta zöldes vagy barna, a has irányában világosodó, oldalt sárga, hasa fehér. Szája körül 2 pár bajuszszálat visel, az egyiket a felső ajakon, a másikat a szájszegletben. Szájának bőrredői teleszkópszerűen kinyújthatóak, ami az állat táplálkozását segíti a fenéken lévő táplálék felszedegetésekor. Uszonyaik közül a háti-, mell- és a farokalatti úszók első sugarai megvastagodtak, kemények, hátsó felületük fogazott.
Az európai ponty leggyakoribb vad változata, a közönséges tőponty kifejlett példánya elérheti az 1,2 méteres hosszúságot és a 40 kg-os tömeget. A tőpontyból kitenyésztett nemes ponty jellegzetessége, hogy a háta többnyire magasan ívelt. A vad fajtákkal azonos a hosszúsága, a súlya viszont azokénak majdnem a kétszerese. Bőrén változó mennyiségű pikkelyt visel. A legkevésbé pikkelyezett a legismertebb fajta, a tükrös ponty vagy tükörponty, valamint a szinte teljesen pikkely nélküli bőrponty. Azonban hát-, farok- és hasalatti úszóiknál még ezek a formák is viselnek pikkelyeket. A ponty akár 6 ezer ikrát is lerakhat.

## Életmód
A ponty életmódjára (és rendszerint a többi pontyfélére is) az állandóan vándorló, folyamatos táplálékkereső életmód a legjellemzőbb. Jelenlétére nádasoknál a nádszálak lökésszerű mozgásaiból, nyílt vizeken a vízfelszínen megjelenő buboréksorból (túrás) következtethetünk. Kedveli a vízinövények fiatal hajtásait, az árvaszúnyog-lárvákat, ászkarákokat, evezőlábú rákokat, de gazdaságokban a legkülönbözőbb növényi táplálékokra is rászoktatható. Elsősorban a jól felmelegedő, iszapos aljzatú, álló és lassan folyó vizeket kedveli. Jól alkalmazkodik a nagy egyedszámhoz, a hőmérséklet- illetve oxigéntartalombeli ingadozásokhoz, vízszennyezésekre nem érzékeny, szennyvíztisztítók utolsó fokozatában tenyészteni is lehet. A folyók erősen szennyezett szakaszain is megél, de magas zsírtartalmú szöveteiben számos toxikus anyagot halmozhat fel.

## Elterjedés

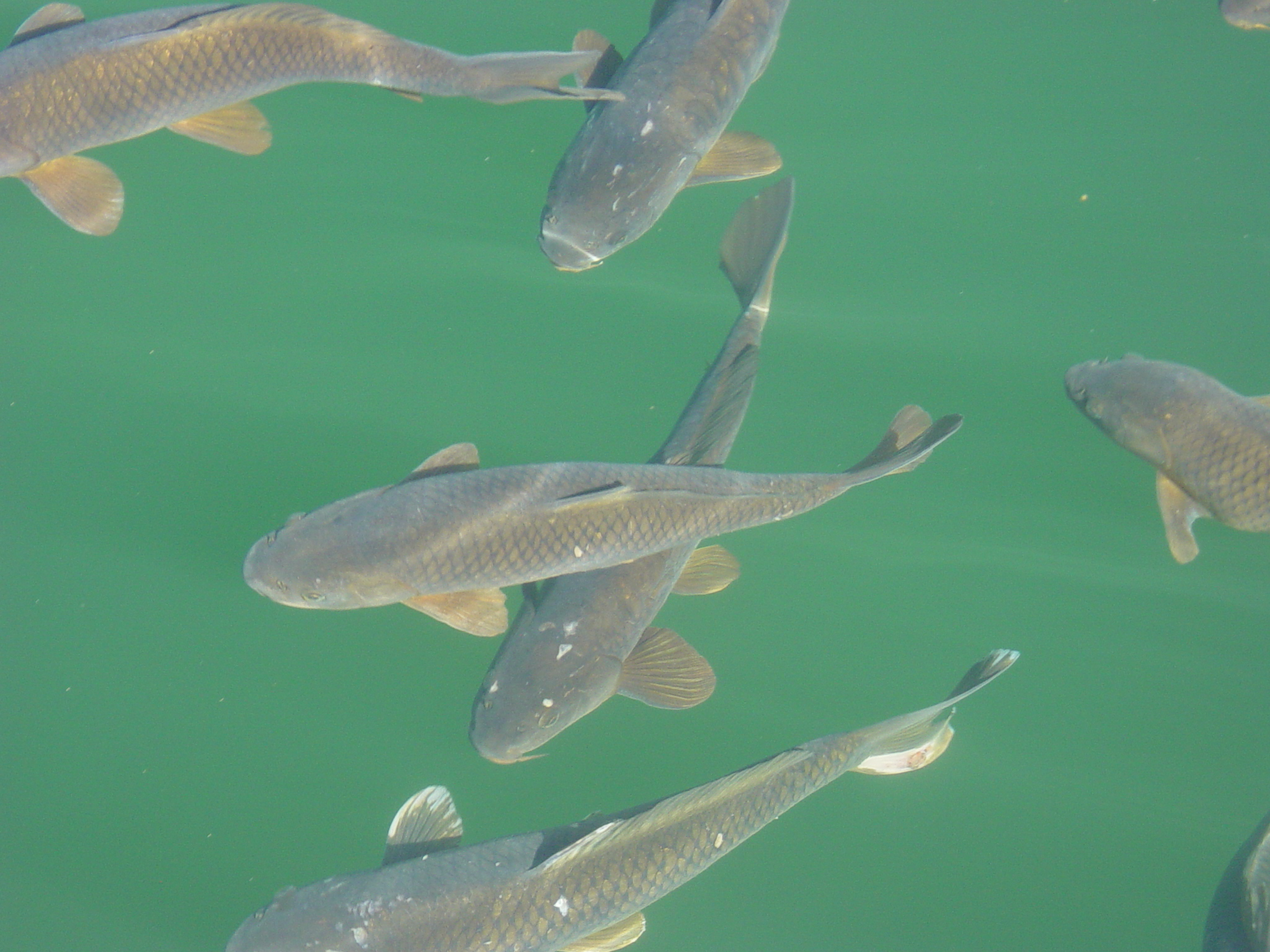
Pontyok egy tóban

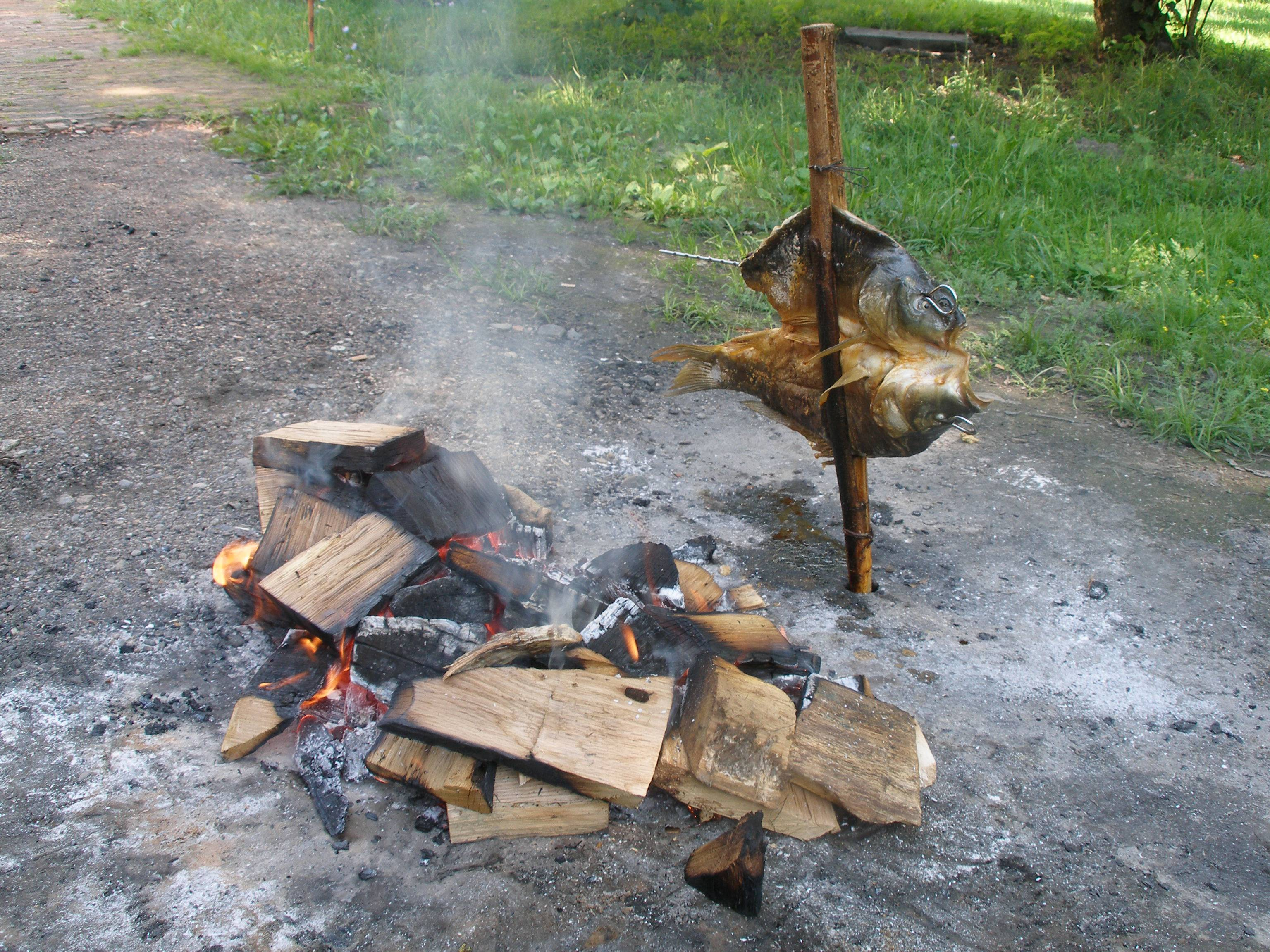
Ponty sütése Baranyában, két vékony nyársvesszővel becsiptetve a nyársrúdba és a tűz mellé szúrva

Európában a közönséges tőponty, Ázsiában a közép-ázsiai, kínai és délkelet-ázsiai vadponty a legészakibb területek kivételével mindenfelé általánosan elterjedt. Európa nyugati és északi országaiba a tőpontyot az eredeti dunai élőhelyéről telepítették be az elmúlt évszázadokban. A nemes pontyot mára azokra a földrészekre is betelepítették, ahol a ponty nem volt őshonos, így az amerikai földrészre, Afrikába és Ausztráliába.

### Kárpát-medence
Az európai ponty a Duna és mellékfolyói egyik őshonos halfaja. A Kárpát-medence vizeiben a legnagyobb gazdasági jelentőségű halfaj és a legfőbb horgászhal. (Magyarországon a horgászok mintegy 80-85%-a pontyhorgász.) Maximális mérete a régióban kb. 25–30 kg, hossza 1,2 méter.
A régióban a ponty három fő alakváltozata fordul elő, a tőponty vagy vadponty két típusa, valamint a nemesített ponty.
A nyurga ponty vagy magyar vadponty (Cyprinus carpio carpio morpha hungaricus) a Kárpát-medence vizeinek ősi vadon élő pontytípusa, amely csak itt fordul elő. Teste orsó alakú, megnyúlt, háta a tenyésztett változatokénál jóval alacsonyabb, aranyos pikkelyzetű, uszonyai vörösek. A nyurga ponty a veszélyeztetett állatfajták közé tartozik, a 20. században csaknem teljesen kipusztult.
Változatai: tiszai nyurga ponty, geleji nyurga ponty, tatai acélos nyurgaponty stb.
A közönséges tőponty (Cyprinus carpio carpio morpha acuminatus) a Duna vízrendszerében a legelterjedtebb vadon élő forma. Pikkelyes, mérsékelten magas hátú tőponty. A természetes vizekben mára szintén megritkult.
Változatai: balatoni sudár ponty, dunai vadponty, ráckevei dunai tőponty stb.
A tógazdasági mesterséges tenyészetekből kikerülő nemes ponty (Cyprinus carpio carpio morpha domestica) alkotja a régió jelenlegi pontyállományának közel 90%-át. Helyi fajtái igen sokféle megjelenésűek.
Fajtaváltozatok: attalai tükrös ponty, biharugrai tükrös ponty, bikali tükrös ponty, dinnyési tükrösponty, szajoli tükrös ponty, hajdú T1 tükrös ponty, hajdú P1 pikkelyes ponty, hajdúszoboszlói tükrös ponty, hortobágyi tükrös ponty, hortobágyi pikkelyes ponty, varászlói tükrös ponty, mórichelyi tükrös ponty, nagyatádi tükrös ponty, szarvasi 215 tükrös ponty, szarvasi P34 pikkelyes ponty, P31 pikkelyes ponty, szegedi tükrös ponty, tatai aranysárga pikkelyes ponty, tatai palaszürke pikkelyes ponty, tatai hátpikkelyes tükrös ponty stb.
A tógazdasági tenyésztett pontynak alapvetően csak négy változata van úgy mint a pikkelyes nemes ponty, a hátpikkelysoros, az oldalpikkelysoros és a pikkely nélküli (bőr)tükörponty

## Hasznosítása

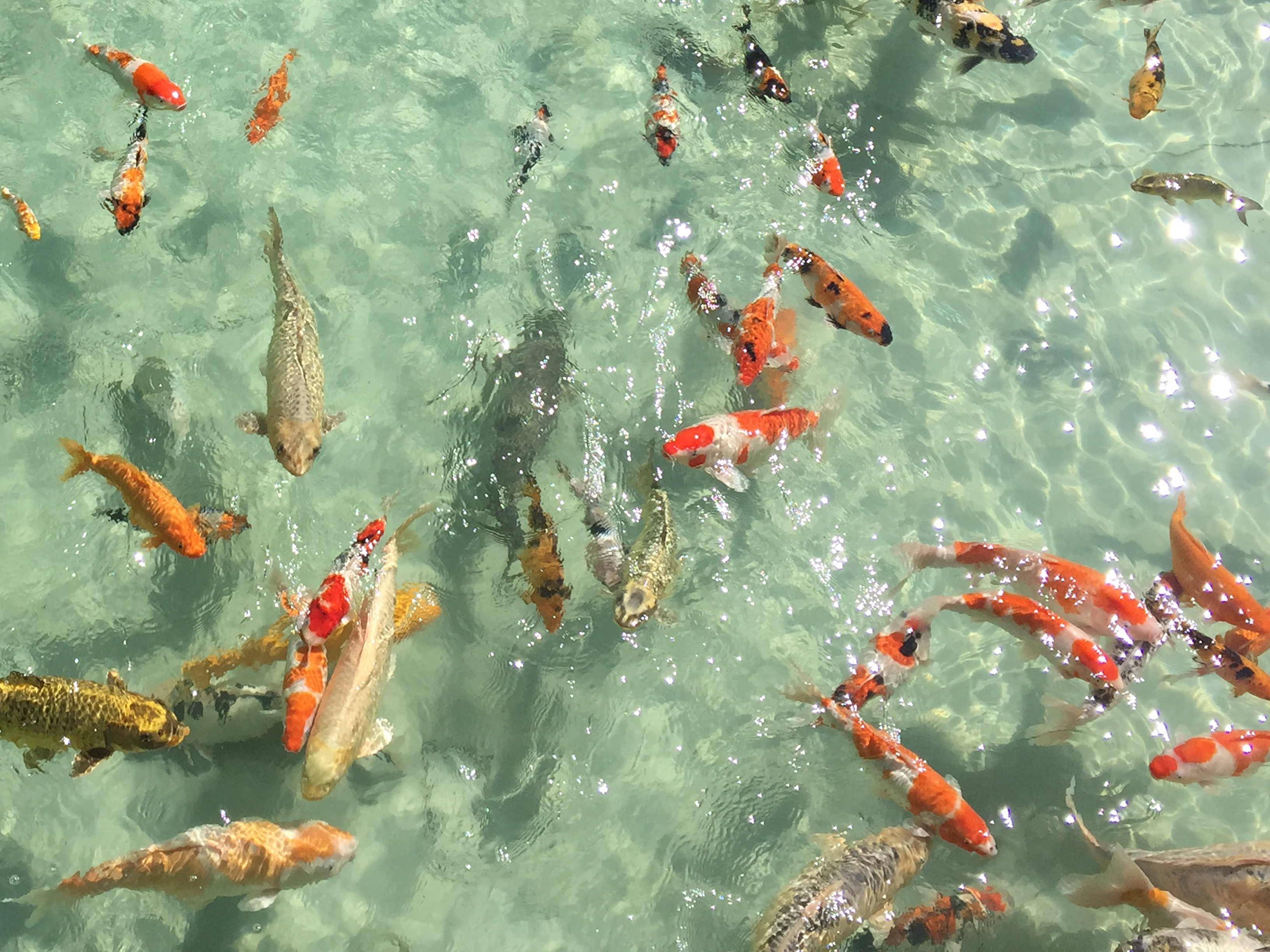
Koi díszpontyok

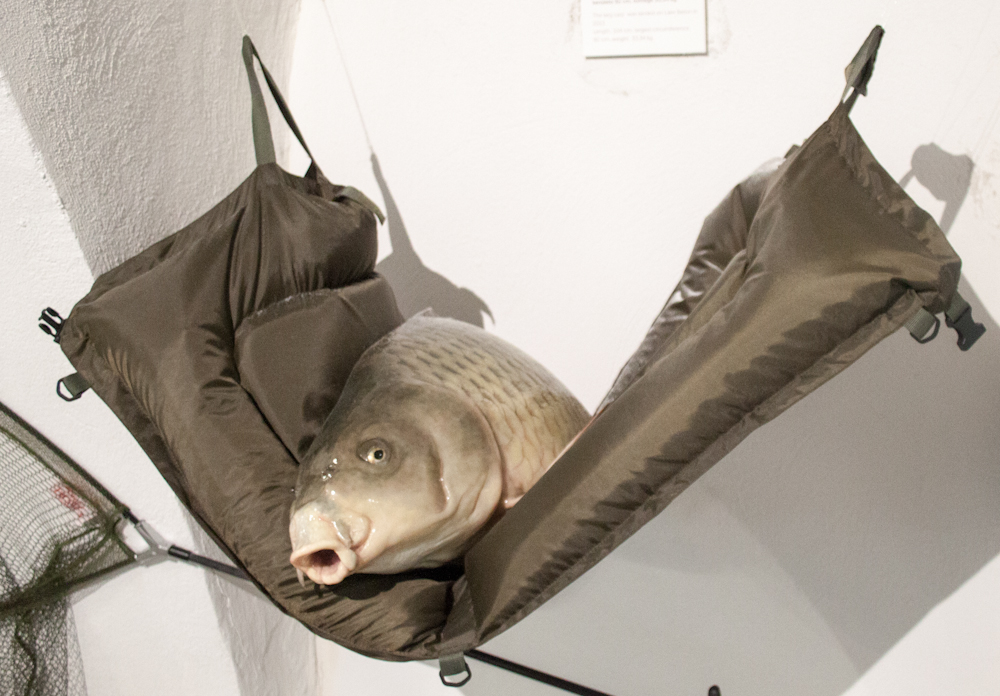
Rekordméretű ponty rekonstrukciója a hatvani Széchenyi Zsigmond Vadászati Múzeumban

A ponty húsa igen kedvelt, jóízű, kissé szálkás. Az idősebb példányok azonban zsírosodásra hajlamosak. A hal zsírosodását az energiadús, aminosavakban szegény táplálkozás okozza. Ez gyakran előfordulhat halastavi körülmények között, amikor a pontyok tápjában túl magas arányban vannak jelen gabonafélék.
Az első ismert pontytenyésztők az ókori rómaiak voltak, akik a halat a Duna vidékéről telepítették be Itáliába.[forrás?] Az ókori Ázsiában ezzel egyidőben a ponttyal közeli rokon aranyhal (Carassius carassius) háziállatként való tartása terjedt el.
A középkori Európában a ponty kedvelt böjti eledelnek számított. A keresztény szerzetesek számos országba elvitték, Nyugat- és Észak-Európa kolostoraiban pontyostavakat létesítettek.
A 19. században tenyésztették ki az európai tógazdaságokban a mai nemes pontyot, amelyet 1877-ben Észak-Amerikában is meghonosítottak. Azóta világszerte számtalan fajtája alakult ki.

## Akvakultúra
Napjainkban, elsősorban Ázsiában, az egyes alfajok keresztezésével hoznak létre az új gazdasági és díszpontyváltozatokat. Indonéziában tenyésztették ki a törpe tjikö fajtát, amely már 12–13 cm-es korában ivarérett.
A díszpontyváltozatok tenyésztése Japánban a legfejlettebb, ahol az ősi kínai pontyot a délkelet-ázsiai és az európai alfajokkal keresztezve létrehozták a koi díszpontyot.
- Akvakultúrás hybridek:
  - Cyprinus carpio × Carassius auratus (díszponty)
  - Cyprinus carpio × Carassius gibelio
  - Cyprinus carpio × Carassius cuvieri
  - Cyprinus carpio × Barbus conchonius
  - Cyprinus carpio × Catla catla
  - Cyprinus carpio × Cirrhinus mrigala
  - Cyprinus carpio × Hypophthalmicthys molitrix
  - Cyprinus carpio × Labeo rohita

## Ajánlott magyar nyelvű könyvek
- Dudich, E., Loksa, I. (1987): Állatrendszertan – Tankönyvkiadó, Budapest ISBN 963-18-0543-3
- Papp, L.(1996): Zootaxonómia – egységes jegyzet – Állatorvostudományi Egyetem, Budapest
- Deckert, K. et al (1974): Uránia Állatvilág: halak, kétéltűek, hüllők – Gondolat Kiadó, Budapest ISBN 963-280-138-5